# 両耳間時間差
両耳間時間差（りょうじかんじかんさ、interaural time difference, ITD）とは、ひとつの音源から発する音が左右の耳にとどく時間の差のことをいう。音源が正面より左側にあれば左耳に先に到達し、正面より右側にあれば右耳に先に到達する。

## 両耳間時間差のモデル
両耳間時間差と両耳間強度差とは比較的容易に制御できるため、1960年代あるいはそれ以前からよくつかわれてきた。両耳間時間差の代表的なモデルとしてはつぎの2つがある。
Kuhnによれば、音速を{\displaystyle c}、周波数を{\displaystyle f}、人頭の水平な断面を円形としたときの半径を{\displaystyle a}としたとき、{\displaystyle k=2\pi f/c}が{\displaystyle ka<<1}をみたすときは 
{\displaystyle ITD={\frac {3a}{c}}\sin \theta }（秒）
{\displaystyle ka>>1}をみたすときは
{\displaystyle ITD={\frac {2a}{c}}\sin \theta }（秒）
である。たとえば、{\displaystyle a=0.09}、{\displaystyle c=340}、{\displaystyle \theta =\pi /2}とすると、{\displaystyle ITD=0.53ms}または{\displaystyle 0.79ms}となる。
WoodworthとSchlosbergは別の近似式をあたえているが、それによると 
{\displaystyle ITD=a(\sin \theta +\theta )/c}（秒 
である。たとえば、{\displaystyle a=0.09}、{\displaystyle c=340}、{\displaystyle \theta =\pi /2}とすると{\displaystyle ITD=0.68ms}となる。